# Actinidia persicina
Actinidia persicina är en tvåhjärtbladig växtart som beskrevs av R.G.Li och L.Mo. Actinidia persicina ingår i släktet aktinidiasläktet, och familjen Actinidiaceae. Inga underarter finns listade i Catalogue of Life.